# Erich Dethleffsen
Erich Dethleffsen (Kiel; 2 de agosto de 1904 - Múnich; 4 de julio de 1980) fue un oficial alemán y miembro del Servicio Federal de Inteligencia (BND).

## Biografía
Dethleffsen entró el 1 de noviembre de 1923 en la Reichswehr. El 1 de diciembre de 1927 se convirtió en teniente del 8.º Regimiento de Infantería (prusiano). Luego, después de haber estado en varios puestos en la Reichswehr y la Wehrmacht y de ser transferido al Estado Mayor, su último destino en tiempos de paz fue como Jefe del Estado Mayor del Comando de la Fortaleza de Glogau a partir del 1 de enero de 1939 con el grado de capitán.

### Segunda Guerra Mundial
El nombramiento para Dethleffsen según las ordenanzas de la movilización con motivo de la Segunda Guerra Mundial fue el de ser Primer Oficial del Estado Mayor en el mando superior XXXV. a partir del 26 de agosto de 1939. El 15 de diciembre de 1939 Dethleffsen fue trasladado al Estado Mayor del Ejército y ascendido allí a mayor el 1 de octubre de 1940. Con efectos a partir del día 15 de enero de 1942, Dethleffsen se convirtió en el primer oficial del estado mayor de la recién formada 330.ª División de Infantería, pero tuvo que dejarlo por una herida sufrida el día 4 de febrero de 1942. Después de haber estado mucho tiempo en la reserva de liderazgo, Dethleffsen, desde el 1 de abril de 1942 teniente coronel, se volvió instructor de táctica el 1 de agosto de 1942. El 1 de abril de 1943 fue ascendido a coronel y el 1 de junio de 1943 fue nombrado Jefe del Estado Mayor del XXXIX. Cuerpo Panzer del Grupo de Ejércitos Centro. A partir del 5 de mayo de 1944 hasta el 15 de febrero de 1945, Dethleffsen era Jefe del Estado Mayor del 4.º Ejército y fue nombrado en este cargo mayor general el día 9 de noviembre de 1944. Su traslado al Estado Mayor del Ejército como jefe del grupo de liderazgo se produjo el 23 de marzo de 1945. Allí él era el superior inmediato de Reinhard Gehlen. Dethleffsen pudo, aunque de forma apretada, salir de Berlín y dirigió como lugarteniente del Estado Mayor el Grupo de Ejércitos Vístula durante unos días a partir del 29 de abril de 1945 y tuvo desde el 4 de mayo de 1945 su última función en el Estado Mayor de la Wehrmacht del Alto Mando de la Wehrmacht (OKW) en el enclave de Flensburgo, bajo el mando del coronel general Alfred Jodl. El 23 de mayo de 1945, Dethleffsen fue hecho prisionero de guerra en Flensburgo junto con otros miembros del último gobierno del Reich alemán y del OKW y permaneció como tal en varios campos de internamiento estadounidenses hasta 1948, inicialmente todavía junto con Karl Dönitz, Hermann Göring y Joachim von Ribbentrop en el campo Ashcan en Bad Mondorf.

### Posguerra
Después de su liberación del cautiverio, Dethleffsen se convirtió en director gerente de la Sociedad Política Económica de 1947 (WIPOG), cuyo objetivo era difundir actitudes prooccidentales en Alemania. En ese cargo, Dethleffsen pronunció numerosas conferencias y discursos sobre temas militares, entre ellos la Comunidad Europea de Defensa (CED). Desde 1949, Dethleffsen fue una "conexión especial" activa (J-1805) de la organización Gehlen y trabajó para la Frankfurter Allgemeine Zeitung. En la década de 1950 él jugó un papel importante en el debate sobre el rearme alemán. Se le consideraba cercano al gobierno y había adquirido fama por ser una voz moderada dentro de los veteranos organizados de la Wehrmacht. Desde 1953 Dethleffsen había sido mencionado para ser utilizado para un empleo en la oficina de Blank o en el Ministerio Federal de Defensa. En 1956 recibió un resultado positivo del comité de evaluación de personal, pero no fue contratado en la Bundeswehr. En cambio, Dethleffsen fue contratado por el Servicio Federal de Inteligencia (BND) bajo el nombre oficial de Degenhardt e inmediatamente reemplazó a Heinz Herre como jefe general de evaluación en julio de 1958. Fue uno de los pocos cambios de carrera, en el que se unió tarde al servicio de Gehlen, pero aun así inmediatamente se encontró en un puesto directivo. Su reclutamiento en el BND se considera como un ejemplo de los conocidos actos de bondad del jefe del BND, Gehlen, hacia sus camaradas, amigos y familiares. Dethleffsen siguió siendo jefe del departamento de evaluación, al menos hasta 1968. En el BND tenía el rango de general de brigada en la reserva.

### Vida privada
Dethleffsen estaba casado con la hija del coronel general Nikolaus von Falkenhorst y después de la Segunda Guerra Mundial vivió primero en Fráncfort del Meno y finalmente en Múnich, donde murió el 4 de julio de 1980.

## Premios
- Cruz de Hierro (1939) 2.ª y 1.ª clase
- Cruz Alemana en Oro el 1 de mayo de 1942 [4]
- Cruz de Caballero de la Cruz de Hierro el 23 de diciembre de 1943 [4]

## Obras
- Das Wagnis der Freiheit. 1952 (en alemán)
- Soldatische Existenz morgen. 1953 (en alemán)
- Der Artillerie gewidmet. 1975 (en alemán)
- Robert Martinek: General der Artillerie, Lebensbild eines Soldaten. 1975 (en alemán)